# 백양사휴게소
백양사휴게소(白洋寺休憩所, Baekyangsa Service Area)는 전라남도 장성군 북이면에 위치한 호남고속도로의 고속도로 휴게소이다. 양방향 모두 휴게소가 존재한다.

## 시설
- 화장실
- 주유소:알뜰주유소
- LPG 충전소:E1 LPG
- 식당
- 매점
- 주차장
- 전기차충전소
- 수소충전소
- ATM

## 전후
- 장성 분기점→백양사휴게소→백양사 나들목
- 곡성기차마을휴게소→백양사휴게소→정읍녹두장군휴게소